# Гвинейская песета
Гвинейская песета (исп. peseta guineana) — денежная единица Экваториальной Гвинеи в 1969—1975 годах. 
Гвинейская песета = 100 сентимо.

## История
Гвинейская песета введена 12 октября 1969 года, заменив испанскую песету 1:1.
29 сентября 1975 года введена новая денежная единица — экуэле, обмен также производился 1:1.

## Банкноты и монеты
Выпускались банкноты в 100, 500 и 1000 песет.
Выпускались монеты в 1, 5, 25, 50 песет. Чеканились также памятные монеты из драгоценных металлов в 25, 50, 75, 100, 150, 200, 250, 500, 750, 1000, 5000 песет.